# 马里奥·埃吉曼
马里奥·埃吉曼（德語：Mario Eggimann，1981年1月21日—）是一位瑞士足球運動員，司職后卫，現時效力德甲球會漢諾威96。

## 生平
马里奥·埃吉曼出身於瑞士球會阿勞，自2002年加盟德國的卡尔斯鲁厄後，一直隨同球隊在乙組浮沉，直至球隊於2007/08年球季升上德甲，他才嶄露頭角。於2008年季後利用合同中的转出条款，以约100万欧元的转会费加盟漢諾威96。
他还曾经是瑞士U21国家队的队长。但要到2007年9月才獲成年國家隊徵召，接連在對智利與日本的兩場友誼賽中披甲上陣。